# Rodolfo Fischer
Rodolfo José Fischer Eichler (Oberá, 2 aprile 1944 – 16 ottobre 2020) è stato un calciatore argentino, di ruolo attaccante.

## Caratteristiche tecniche
Giocava come attaccante: sebbene potesse essere impiegato anche come ala sinistra, il suo ruolo principale era quello di centravanti. Le sue doti principali erano la determinazione, l'abilità nei colpi di testa e la capacità di finalizzare l'azione.

## Carriera

### Club
Dopo aver giocato nella sua città natale, entrò nelle giovanili del San Lorenzo nel 1963; debuttò con la maglia della prima squadra nell'incontro del 18 aprile 1965 con l'Argentinos Juniors. Affiancando Narciso Doval ed Héctor Veira, Fischer si affermò ben presto come titolare. Nel 1968 arrivò il primo titolo nazionale, il campionato Metropolitano: il centravanti fu decisivo, segnando la rete della vittoria al 100º minuto della finale, che si era dovuta protrarre sino ai tempi supplementari, data la situazione di parità per 1-1. Nel Nacional 1969 divenne capocannoniere del torneo, con 14 reti (a pari merito con Carlos Bulla del Platense); il San Lorenzo si classificò secondo, perdendo lo spareggio con il River Plate. Fischer proseguì a segnare con continuità: 13 gol nel Metropolitano 1970, 20 nel Metropolitano 1971, 7 nel Nacional 1971. Nel Metropolitano 1972 il San Lorenzo si classificò al primo posto, vincendo il titolo; Fischer segnò 11 reti, una in meno del compagno di squadra Rubén Ayala. La squadra rosso-blu vinse poi anche il campionato Nacional. Date le buone prestazioni fornite durante la Coppa dell'Indipendenza brasiliana, torneo amichevole per Nazionali, fu notato e acquistato dal Botafogo di Rio de Janeiro, che lo comprò dal San Lorenzo per un milione di cruzeiros. Alla sua prima stagione in Brasile, la 1972, Fischer presenziò in 27 gare, segnando 8 reti. Dopo 17 partite con due gol nella seconda annata, si mise in evidenza nel campionato del 1974, con 12 gol in 18 incontri. Questo risultato lo portò al quinto posto nella classifica dei marcatori, a pari merito con Zico. Nel 1975 giocò l'ultima stagione al Botafogo, concludendola con 7 segnature in 17 presenze. Nel 1976 passò al Vitória, raggiungendo il connazionale Edgardo Andrada e il suo allenatore al San Lorenzo, Tim. Al club di Salvador Fischer segnò molto, specialmente nel campionato statale; nel torneo nazionale realizzò 7 gol in 13 apparizioni. Nel 1977 fece ritorno in patria, riunendosi al San Lorenzo: fu il miglior marcatore della squadra nel Metropolitano 1977, con 11 gol. Nel Metropolitano 1978 fu il secondo realizzatore dietro Mario Rizzi. Nel 1979 lasciò di nuovo il San Lorenzo per l'estero: questa volta, la sua destinazione fu la Colombia. Giocò una stagione al Varta Caldas, salvo poi tornare in Argentina l'anno dopo, al Sarmiento di Junín. Chiuse poi la carriera nel 1981 con lo Sportivo Belgrano.

### Nazionale
Fischer giocò 35 partite con la sua Nazionale. Debuttò il 22 agosto 1967, nella partita amichevole di Città del Messico contro il Messico. Prese poi parte alla Coppa dell'Indipendenza brasiliana, in cui si mise in evidenza, e terminò la propria carriera con l'Argentina nel 1972. È uno dei giocatori con più presenze nella selezione albiceleste a non aver mai preso parte a una competizione ufficiale.

## Palmarès

### Club

#### Competizioni nazionali
- Campionato argentino: 3

San Lorenzo: Metropolitano 1968, Metropolitano 1972, Nacional 1972

### Individuale
- Capocannoniere della Primera División: 1

Nacional 1969 (14 gol)